# Briefe von Felix (Zeichentrickserie)/Episodenliste
Diese Episodenliste enthält alle Episoden der deutschen Zeichentrickserie Briefe von Felix, sortiert nach der offiziellen Folgennummerierung des KI.KA. Die Zeichentrickserie umfasst zwei Staffeln mit 52 Episoden und zwei Spielfilme.

## Übersicht
| Staffel | Episodenanzahl | Deutsche Erstausstrahlung | Deutsche Erstausstrahlung |
| Staffel | Episodenanzahl | Staffelpremiere           | Staffelfinale             |
| ------- | -------------- | ------------------------- | ------------------------- |
| 1       | 26             | 2. Apr. 2002              | 7. Mai 2002               |
| 2       | 26             | 5. Mär. 2007              | 30. Mär. 2007             |

## Staffel 1
| Nr. (ges.) | Nr. (St.) | Originaltitel                       | Erstausstrahlung D     |
| ---------- | --------- | ----------------------------------- | ---------------------- |
| 1          | 1         | Nur ein kleiner Ausflug             | 2. April 2002 (KI.KA)  |
| 2          | 2         | Über den Wolken                     | 3. April 2002 (KI.KA)  |
| 3          | 3         | Hält der Deich?                     | 4. April 2002 (KI.KA)  |
| 4          | 4         | Der Puppen-Entführer                | 5. April 2002 (KI.KA)  |
| 5          | 5         | Die gestohlenen Kronjuwelen         | 8. April 2002 (KI.KA)  |
| 6          | 6         | Das verrückte Autorennen            | 9. April 2002 (KI.KA)  |
| 7          | 7         | Lawinengefahr                       | 10. April 2002 (KI.KA) |
| 8          | 8         | Im Weltraum                         | 11. April 2002 (KI.KA) |
| 9          | 9         | Im Königspalast                     | 12. April 2002 (KI.KA) |
| 10         | 10        | Auf Safari                          | 15. April 2002 (KI.KA) |
| 11         | 11        | Der Dieb mit dem Schlüssel          | 16. April 2002 (KI.KA) |
| 12         | 12        | Der Schatz des Pharao               | 17. April 2002 (KI.KA) |
| 13         | 13        | Gefangen im Eis                     | 18. April 2002 (KI.KA) |
| 14         | 14        | Ein Heim für Roboter                | 19. April 2002 (KI.KA) |
| 15         | 15        | Hasenjagd in Australien             | 22. April 2002 (KI.KA) |
| 16         | 16        | Verirrt im Dschungel                | 23. April 2002 (KI.KA) |
| 17         | 17        | Der Vogel-Rettungs-Koffer           | 24. April 2002 (KI.KA) |
| 18         | 18        | Die Schmuggler und der Krieger      | 25. April 2002 (KI.KA) |
| 19         | 19        | Die Banditen kommen                 | 26. April 2002 (KI.KA) |
| 20         | 20        | Unter Wilddieben                    | 29. April 2002 (KI.KA) |
| 21         | 21        | Flieg, Rentier, flieg!              | 30. April 2002 (KI.KA) |
| 22         | 22        | Künstler in Not                     | 1. Mai 2002 (KI.KA)    |
| 23         | 23        | Zwischen Torero, Stier und Senorita | 2. Mai 2002 (KI.KA)    |
| 24         | 24        | Gestrandet im Pazifik               | 3. Mai 2002 (KI.KA)    |
| 25         | 25        | Heimwärts                           | 6. Mai 2002 (KI.KA)    |
| 26         | 26        | Das gestohlene Christkind           | 7. Mai 2002 (KI.KA)    |

## Staffel 2
| Nr. (ges.) | Nr. (St.) | Originaltitel                | Erstausstrahlung D    |
| ---------- | --------- | ---------------------------- | --------------------- |
| 27         | 1         | Ägyptens berühmteste Sklaven | 5. März 2007 (KI.KA)  |
| 28         | 2         | Lebendig eingemauert         | 6. März 2007 (KI.KA)  |
| 29         | 3         | Ritter Felix der Tapfere     | 7. März 2007 (KI.KA)  |
| 30         | 4         | Bei den Höhlenmenschen       | 8. März 2007 (KI.KA)  |
| 31         | 5         | Trainer für Olympia          | 9. März 2007 (KI.KA)  |
| 32         | 6         | Im Drachenboot nach Amerika  | 10. März 2007 (KI.KA) |
| 33         | 7         | Marterpfahl und Federschmuck | 11. März 2007 (KI.KA) |
| 34         | 8         | Trollige Gefahrenzone        | 12. März 2007 (KI.KA) |
| 35         | 9         | Ein Pinguin namens Felix     | 13. März 2007 (KI.KA) |
| 36         | 10        | Auf der Schildkröteninsel    | 14. März 2007 (KI.KA) |
| 37         | 11        | Seenot in der Südsee         | 15. März 2007 (KI.KA) |
| 38         | 12        | Achtung, Alligator           | 16. März 2007 (KI.KA) |
| 39         | 13        | Der Fußballstar              | 17. März 2007 (KI.KA) |
| 40         | 14        | www.Engel-Auge               | 18. März 2007 (KI.KA) |
| 41         | 15        | Tiger nach Sibirien          | 19. März 2007 (KI.KA) |
| 42         | 16        | Wagnis im Himalaya           | 20. März 2007 (KI.KA) |
| 43         | 17        | Das Dschungelkind            | 21. März 2007 (KI.KA) |
| 44         | 18        | Der Teppich des Sultans      | 22. März 2007 (KI.KA) |
| 45         | 19        | Vorsicht, Vampire!           | 23. März 2007 (KI.KA) |
| 46         | 20        | Gondelregatta in Venedig     | 24. März 2007 (KI.KA) |
| 47         | 21        | Riskanter Pferdewechsel      | 25. März 2007 (KI.KA) |
| 48         | 22        | Irische Zauberschuhe         | 26. März 2007 (KI.KA) |
| 49         | 23        | Ölpest vor Alaska            | 27. März 2007 (KI.KA) |
| 50         | 24        | Das Ungeheuer von Loch Ness  | 28. März 2007 (KI.KA) |
| 51         | 25        | Ärger mit dem Poltergeist    | 29. März 2007 (KI.KA) |
| 52         | 26        | Poltergeist, mein Freund     | 30. März 2007 (KI.KA) |

## Spielfilme
| Nr. | Originaltitel                                     | Erstausstrahlung D |
| --- | ------------------------------------------------- | ------------------ |
| 1   | Felix – Ein Hase auf Weltreise                    | 9. Apr. 2007       |
| 2   | Felix 2 – Der Hase und die verflixte Zeitmaschine | 24. März 2008      |